# يايتا (توتشيغي)
مدينة يايتا (بالإنجليزية: Yaita)‏ هي أحد المدن التابعة لمحافظة توتشيغي. تأسست رسميًا في 01/11/1958. ويقدر عدد سكانها بـ 35462 نسمة حسب تقدير مكتب الإحصاء الياباني لعام 2012. تبلغ مساحة يايتا 170.66 كم2. بكثافة سكانية تبلغ 208 نسمة/كم2.

## أعلام
- ياسوناري هيراوكا